# عصب‌شناسی زبان
عصب‌شناسی زبان (به انگلیسی: Neurolinguistics) یا عصب-زبان‌شناسی زیرشاخه‌ای از دانش زبان‌شناسی است که به مطالعهٔ سازوکارهای عصبی‌ای در مغز می‌پردازد که درک، تولید و فراگیری زبان را کنترل می‌کنند. به عنوان یک رشتهٔ میان رشته‌ای است که دانش‌هایی را از رشته‌های دیگر مانند علوم اعصاب، زبانشناسی، علوم شناختی، اختلالات ارتباطی و عصب روانشناسی دربردارد. محققان از زمینه‌های مختلف به این رشته وارد شده‌اند و انواع مختلفی از تکنیک‌های آزمایشی و دیدگاه‌های نظری بسیار متنوع و متفاوت را به همراه دارند. کارهای زیادی در زمینه عصب‌شناسی زبان توسط مدل‌های روانشناسی و زبان‌شناسی نظری ارائه می‌شود و متمرکز بر این است که چگونه مغز می‌تواند فرایندهایی را که زبان‌شناسی نظری و روانشناسی برای تولید و درک زبان ضروری دانسته‌است، پیاده‌سازی کند
متخصصان عصب‌شناس زبان، مکانیزم‌های فیزیولوژیکی مغز را که توسط آن، اطلاعات مربوط به زبان را پردازش می‌کند، مورد مطالعه قرار دادند و همچنین نظریه‌های زبانی و روانشناسی را با استفاده از فرازشناسی، تصویربرداری از مغز، الکتروفیزیولوژی و مدل‌سازی کامپیوتری، ارزیابی می‌کنند.

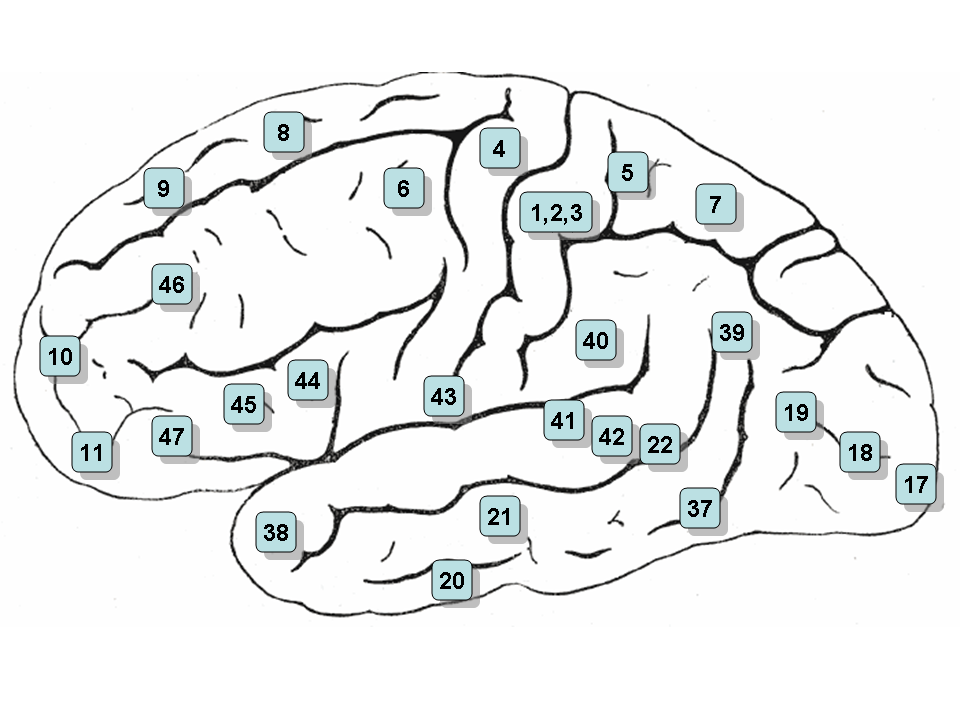
نواحی بردمن

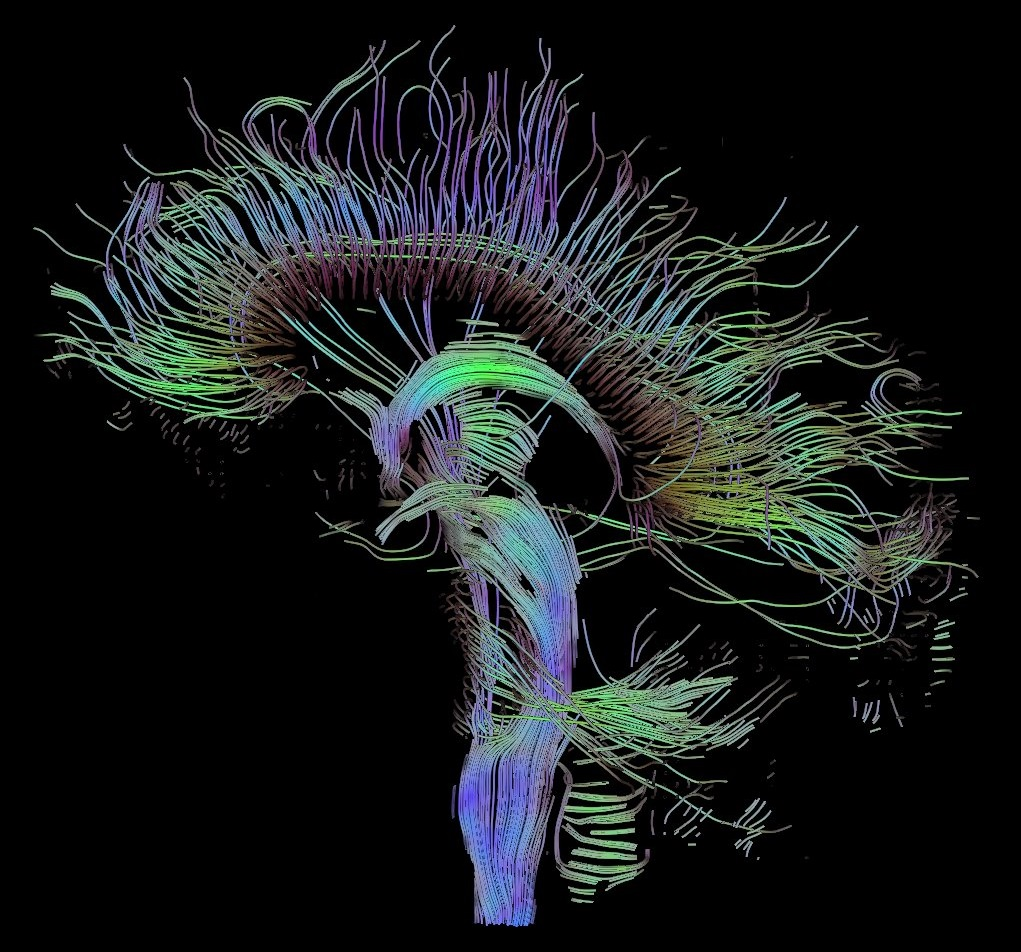
تصویری از مسیرهای عصبی در مغز که با استفاده از تصویربرداری تانسور انتشار منتشر شده‌است.

## تاریخچه
اطلاعات بیشتر: تاریخچه مغز، علوم اعصاب#تاریخچه، تاریخچه تصویربرداری عصبی، و علوم شناختی#تاریخچه
عصب‌شناسی زبان، از لحاظ تاریخی ریشه در توسعه قرن نوزدهم آفازیولوژی دارد که به مطالعه کمبودهای زبانی (آفازی) که در نتیجهٔ آسیب مغزی رخ داده‌است، می‌پردازد. آفازیولوژی با تجزیه و تحلیل تأثیر صدمات مغزی بر پردازش زبان، سعی در ارتباط ساختار و عملکرد دارد. یکی از اولین کسانی که ارتباطی بین یک ناحیه خاص از مغز و پردازش زبان ایجاد کرد، پل بروکا (Paul Broca) بود. بروکا یک جراح فرانسوی بود که کالبدشکافی را روی افراد زیادی انجام داد که کمبود گفتاری داشتند و متوجه شد که بیشتر آنها دچار آسیب مغزی (یا ضایعات) در لوب پیشانی سمت چپ هستند در ناحیه‌ای که اکنون به عنوان ناحیه بروکا (Broca’s area) شناخته می‌شود. متخصصین مغز و اعصاب در اوایل قرن نوزدهم ادعا کرده بودند که نواحی مختلف مغز عملکردهای متفاوتی را انجام می‌دهند و زبان بیشتر توسط مناطق پیشانی مغز کنترل می‌شود، اما تحقیقات بروکا اولین کسی است که شواهد تجربی برای چنین رابطه ای ارائه می‌دهد. و به عنوان «دوران سازی»و «محوری»در زمینه‌های عصب‌شناسی زبان و علوم شناختی توصیف شده‌است. بعد‌ها، کارل ورنیکه(Carl Wernicke)، که ناحیه ورنیکه (Wernicke’s area) به نام وی نامگذاری شده‌است، پیشنهاد کرد که نواحی مختلف مغز برای کارهای مختلف زبانی اختصاص داده شده‌اند، با استفاده از ناحیه بروکا، تولید حرکتی گفتار و با استفاده از ناحیه ورنیکه، درک گفتاری شنیداری، کنترل و رسیدگی می‌شود. کار بروکا و ورنیکه، زمینه تحقیق در رشته آفازیولوژی را فراهم کرد و همچنین این ایده را که می‌توان از طریق بررسی خصوصیات جسمی مغز، به مطالعه در مورد زبان پرداخت، ایجاد کرد. کارهای اولیه در زمینه آفازیولوژی از کار کوربیان بردمن (Korbinian Brodmann) که در اوایل قرن بیستم انجام داد نیز بهره‌مند شد. او سطح مغز را به چندین ناحیه نگاشت داد، هر ناحیه را بر اساس ساختار معماری (ساختار سلولی) آن در مغز و عملکرد آن، شماره گذاری کرد. این نواحی به نواحی بردمن (Brodmann areas) مشهور هستند و امروزه نیز به‌طور گسترده‌ای در علوم اعصاب استفاده می‌شوند.

ناحیه بروکا وناحیه ورنیکه

به وجود آمدن کلمهٔ «عصب‌شناسی زبان»، ابداع و اختراع آن به Edith Crowell Trager, Henri Hecaen و Alexander Luria در اواخر دهه ۴۰ و ۵۰ میلادی، نسبت داده شده‌است. کتاب Luria تحت عنوان «مشکلات در عصب‌شناسی زبان» به عنوان نخستین کتابی منتشر شد که اسم عصب‌شناسی زباندر عنوان آن وجود دارد. Harry Whitaker در دهه ۱۹۷۰ عصب‌شناسی زبان را معروف کرد و در سال ۱۹۷۴ مجله «مغز و زبان» را تأسیس کرد.
اگرچه آفازیولوژی هسته تاریخی عصب‌شناسی زبان است، اما در سال‌های اخیر این رشته به‌طور قابل توجهی گسترش یافته‌است. با توجه به حضور فن آوری‌های جدید تصویر برداری از مغز (مانند PET و fMRI) و همچنین تکنیک‌های الکتروفیزیولوژیکی حساس به متن (مانند EEG و MEG) که می‌توانند الگوهای فعال سازی مغز را در هنگام انجام کارهای مختلف زبانی در مردم، برجسته کنند، این رشته بسیار پیشرفت داشته‌است. به خصوص تکنیک‌های الکتروفیزیولوژیک، با کشف N400، به عنوان یک روش مناسب برای تحقیق بر روی زبان ظاهر شد. یک پاسخ از طرف مغز نشان داده‌است که به درک نسبت به مسائل معنایی، حساس است.N400 اولین عامل بالقوه رویداد محور مربوط به زبان بود که شناسایی شد، و از زمان کشف آن، EEG و MEG به‌طور فزاینده ای برای انجام تحقیقات زبان استفاده می‌شود.

## شاخه‌های این دانش

### تعامل با سایر رشته‌ها
عصب‌شناسی زبان با حوزه روانشناسی ارتباط بسیار نزدیکی دارد که می‌خواهد با به‌کارگیری تکنیک‌های سنتی روانشناسی تجربی، مکانیزم‌های شناختی زبان را توضیح دهد. امروزه، نظریه‌های روانشناسی و عصب‌شناسی زبانی اغلب یکدیگر را آگاه می‌کنند و همکاری زیادی بین این دو زمینه وجود دارد.
بسیاری از کارها در زمینه عصب‌شناسی زبان شامل آزمایش و ارزیابی نظریه‌های مطرح شده توسط روانشناسان و زبان شناسان نظری است. به‌طور کلی، زبان شناسان نظری مدل‌هایی را برای توضیح ساختار زبان و چگونگی سازماندهی اطلاعات زبان ارائه دادند، روانشناسان زبان مدل‌ها و الگوریتم‌هایی را برای توضیح چگونگی پردازش اطلاعات زبان در ذهن پیشنهاد می‌کنند، و عصب شناسان زبان فعالیت مغز را تجزیه و تحلیل می‌کنند تا نتیجه بگیرند که ساختارهای بیولوژیکی (جمعیت‌ها و شبکه‌های سلول‌های عصبی) چگونه این الگوریتم‌های پردازش روانشناسی را انجام می‌دهند برای مثال، آزمایش‌ها در پردازش جملات از پاسخهای مغز ELAN , N400 و P600 برای بررسی چگونگی انعکاس پاسخهای فیزیولوژیکی مغز در پیش‌بینی‌های مختلف مدلهای پردازش جملات ارائه شده توسط روانشناسان استفاده شده‌است، مانند مدل «سریال» جانت فودور و لین فریزیر، و «مدل متحد سازی» تئو ووس و جرارد کمپن. عصب شناسان زبان همچنین می‌توانند بر اساس بینش در مورد فیزیولوژی مغز، پیش‌بینی‌های جدیدی را در مورد ساختار و سازماندهی زبان، با استفاده از «تعمیم دانش ساختارهای عصبی به ساختار زبان»، انجام دهند.
تحقیقات عصب‌شناسی زبانی در تمام زمینه‌های اصلی زبانشناسی انجام می‌شود. زیرشاخه‌های اصلی زبانی، و نحوهٔ پرداختن عصب شناسان زبان به آنها، در جدول زیر آورده شده‌است.
| زیر رشته               | توضیحات                                           | موضوعات مورد تحقیق در عصب‌شناسی زبان                                                                                  |
| ---------------------- | ------------------------------------------------- | --- |
| آواشناسی               | مطالعه اصوات گفتاری                               | چگونه مغز صداهای گفتاری را از سیگنال صوتی استخراج می‌کند، چگونه مغز صداهای گفتاری را از سر و صدای پس زمینه جدا می‌کند. |
| واج‌شناسی               | مطالعه نحوه سازماندهی اصوات در یک زبان            | چگونه سیستم واجی یک زبان خاص در مغز نمایان می‌شود.                                                                    |
| تکواژشناسی و واژه‌شناسی | مطالعه چگونگی ساختار و ذخیره کلمات در واژگان ذهنی | چگونه مغز کلماتی را که آن شخص می‌داند، ذخیره می‌کند و به آنها دسترسی پیدا خواهد کرد.                                   |
| نحو (جمله‌شناسی)        | مطالعه چگونگی ساخت گفته‌های چند کلمه ای            | چگونه مغز کلمات را به ترکیبات و جمله‌ها تبدیل می‌کند.                                                                  |
| معناشناسی              | مطالعه نحوه رمزگذاری معنا در زبان                 | چگونه از اطلاعات ساختاری و معنایی در درک جملات استفاده می‌شود.                                                        |

#### مباحث در نظر گرفته شده
تحقیقات عصب‌شناسی زبان، چندین موضوع را بررسی می‌کند، از جمله مکان پردازش اطلاعات زبان، چگونه پردازش زبان با گذشت زمان آشکار می‌شود، ساختارهای مغز چگونه به کسب زبان و یادگیری آن مربوط می‌شوند و اینکه چگونه نوروفیزیولوژی می‌تواند به آسیب‌شناسی گفتار و زبان کمک کند.

#### محلی سازی فرآیندهای زبان
بسیاری از کارها در زمینه عصب‌شناسی زبان، مانند مطالعات اولیه بروکا و ورنیکه، مکان "ماژول"‌های خاص زبان را در مغز بررسی کرده‌است. موضوعات مورد تحقیق شامل این است که چه اطلاعاتی از زبان در هنگام پردازش از طریق مغز دنبال می‌شود، آیا نواحی خاص در پردازش انواع خاصی از اطلاعات تخصص دارند یا خیر چگونه مناطق مختلف مغز در پردازش زبان با یکدیگر تعامل دارندو چگونه مکان‌های فعال سازی مغز وقتی یک موضوع در حال تولید یا درک زبانی غیر از زبان اول خود است، متفاوت است.

#### دوره زمانی فرآیندهای زبان
حوزه دیگری از ادبیات عصب‌شناسی زبان شامل استفاده از تکنیک‌های الکتروفیزیولوژی برای تجزیه و تحلیل پردازش سریع زبان در زمان است. ترتیب زمانی الگوهای خاص فعالیت مغز ممکن است برروی فرآیندهای محاسباتی گسسته‌ای که مغز در طی پردازش زبان انجام می‌دهد تأثیر بگذارد. به عنوان مثال، یک تئوری عصب‌شناسی زبانی در تجزیه جمله پیشنهاد می‌کند که سه پاسخ مغز (ELAN , N400 و P600) نتیجه سه مرحله مختلف در پردازش نحوی و معنایی هستند.

#### بدست آوردن مهارت زبانی
موضوع دیگر رابطه بین ساختارهای مغز و مهارت‌های زبانی است. تحقیقات درمورد فراگیری زبان اولیه ثابت کرده‌است که نوزادان از همه محیط‌های زبانی، مراحل مشابه و قابل پیش‌بینی را پشت سر می‌گذارند (مانند صحبت‌های سریع و بدون معنی)، و برخی از تحقیقات در زمینه عصب‌شناسی زبان سعی در یافتن ارتباط بین مراحل رشد زبان و مراحل رشد مغز دارد، در حالی که تحقیقات دیگر تغییرات فیزیکی (معروف به انعطاف‌پذیری عصبی) را که مغز در حین کسب و فراگیری زبان دوم (هنگام یادگیری زبان جدید توسط بزرگسالان) متحمل می‌شود، بررسی می‌کند.
Ping Li, Jennifer Legault, Kaitlyn A. Litcofsky, May 2014. انعطاف‌پذیری عصبی به عنوان تابعی از یادگیری زبان دوم: تغییرات آناتومیکی در قشر مغز انسان: مجله ای که به مطالعه سیستم عصبی و رفتار، اختصاص داده شده‌است، 410.1016/j.cortex.۲۰۱۴٫۰۵٫۰۰۱۲۴۹۹۶۶۴۰

#### آسیب‌شناسی زبان
همچنین از تکنیک‌های عصب‌شناسی زبان برای بررسی اختلالات و از کار افتادگی در زبان مانند عدم قدرت تکلم و نارسا خوانی و نحوه ارتباط آنها با خصوصیات فیزیکی مغز استفاده می‌شود.

## فناوری استفاده شده
از آنجایی که یکی از محورهای این رشته آزمایش مدلهای زبانی و روان‌شناسی زبان است، فناوری مورد استفاده برای آزمایش‌ها بسیار مرتبط با مطالعه عصب‌شناسی زبان است. تکنیک‌های مدرن تصویربرداری از مغز، کمک زیادی به درک فزاینده از ساختار تشریحی عملکردهای زبانی می‌کند. روشهای تصویربرداری از مغز که در عصب‌شناسی زبان استفاده می‌شود، ممکن است به روشهای همودینامیک، روشهای الکتروفیزیولوژیک و روشهایی که مستقیماً قشر را تحریک می‌کنند طبقه‌بندی شود.

### همودینامیک
مقاله اصلی: تصویربرداری عصبی
تکنیک‌های همودینامیک از این واقعیت بهره می‌گیرند که وقتی ناحیه ای از مغز در حال انجام وظیفه ای است، خون برای تأمین اکسیژن در آن ناحیه ارسال می‌شود (در اصطلاح به آن واکنش وابسته به سطح اکسیژن خون یا BOLD گفته می‌شود). این روش‌ها شامل PET و fMRI هستند. این تکنیک‌ها وضوح مکانی بالایی را فراهم می‌کنند، به محققان این امکان را می‌دهد تا محل فعالیت را در مغز مشخص کنند. از طرف دیگر، وضوح زمانی (یا اطلاعات مربوط به زمان فعالیت مغز) ضعیف است، زیرا پاسخ BOLD بسیار کندتر از پردازش زبان اتفاق می‌افتد. علاوه بر اینکه نشان می‌دهد کدام قسمت‌های مغز ممکن است برای وظایف یا محاسبات خاص زبان مورد استفاده قرار گیرند از روشهای همودینامیکی همچنین برای نشان دادن اینکه چگونه ساختار معماری بخش زبان مغز و توزیع فعال سازی مربوط به زبان ممکن است با گذشت زمان تغییر کند، به عنوان تابعی از مواجهه زبانی استفاده شده‌است.
علاوه بر PET و fMRI، که نشان می‌دهد کدام نواحی از مغز توسط برخی وظایف خاص فعال می‌شوند، محققان همچنین از تصویربرداری تنسور انتشار (DTI) استفاده می‌کنند که مسیرهای عصبی را نشان می‌دهد که نواحی مختلف مغز را به هم متصل می‌کند. و بدین ترتیب بینش در مورد نحوه تعامل نواحی مختلف را فراهم می‌کند. طیف‌سنجی عملکردی نزدیک به مادون قرمز (fNIRS) روش همودینامیکی دیگری است که در کارهای زبان استفاده می‌شود.

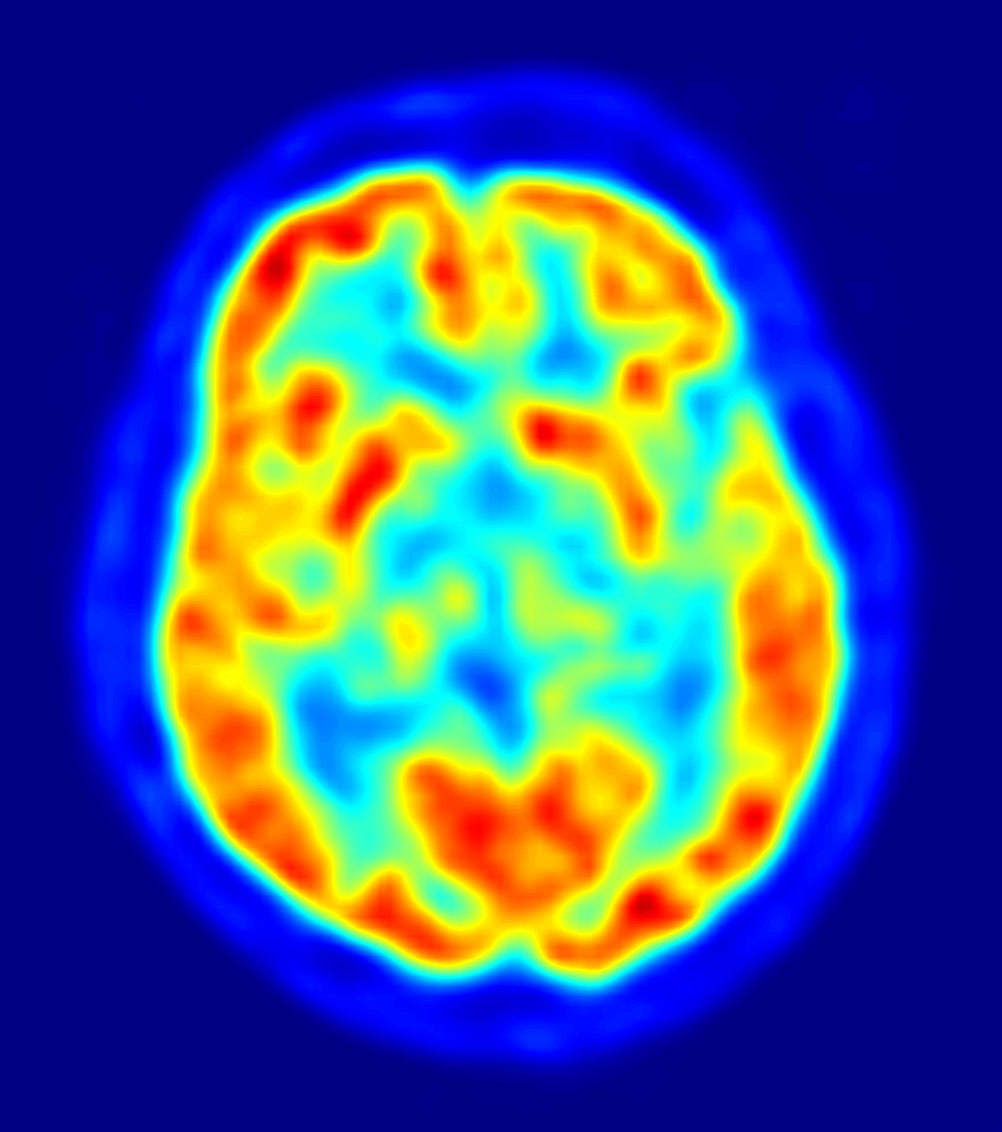

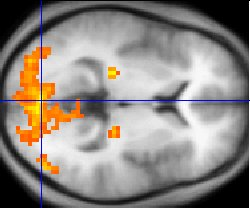
تصاویر مغز با PET (بالا) و fMRI (پایین) ثبت شده‌است. در تصویر PET، نواحی قرمز بیشترین فعالیت را دارند. در تصویر fMRI، زردترین نواحی، مناطقی هستند که بیشترین تفاوت را در فعال سازی بین دو کار نشان می‌دهند (تماشای محرک متحرک، در مقابل تماشای صفحه سیاه).

### الکتروفیزیولوژیک
تکنیک‌های الکتروفیزیولوژی از این واقعیت بهره می‌گیرند که وقتی گروهی از سلول‌های عصبی مغز باهم اسپایک می‌زنند، دو قطبی الکتریکی یا جریان ایجاد می‌کنند. تکنیک EEG این جریان الکتریکی را با استفاده از حسگرهای موجود در پوست سر اندازه‌گیری می‌کند، در حالی که MEG میدان‌های مغناطیسی تولید شده توسط این جریان‌ها را اندازه‌گیری می‌کند. علاوه بر این روش‌های غیر تهاجمی، از الکترو کورتیکوگرافی برای مطالعه پردازش زبان نیز استفاده شده‌است. این تکنیک‌ها قادرند فعالیت مغز را از یک میلی ثانیه به ثانیه دیگر اندازه بگیرند، و وضوح زمانی عالی را فراهم می‌کنند، که در مطالعه فرآیندهایی که به سرعت درک و تولید زبان انجام می‌شوند، مهم است. از طرف دیگر، شناسایی محل فعالیت مغز در EEG دشوار است،در نتیجه، این روش بیشتر در مورد نحوه انجام فرایندهای زبانی استفاده می‌شود، نه اینکه کجا انجام می‌شوند. تحقیقاتی که از EEG و MEG استفاده می‌کنند، به‌طور کلی بر روی پتانسیل‌های رویداد محور (ERP) متمرکز است، که پاسخهای متمایز مغزی هستند (که به‌طور کلی به عنوان قله‌های منفی یا مثبت در نمودار فعالیت عصبی درک می‌شوند) در پاسخ به یک محرک خاص استخراج می‌شوند. مطالعاتی که از ERP استفاده می‌کنند، ممکن است بر تأخیر هر ERP (مدت زمانی که محرک ERP شروع شده یا به اوج خود می‌رسد)، دامنه (اوج کم یا زیاد باشد) یا توپوگرافی (که در آن قسمت از پوست سر پاسخ ERP توسط حسگرها گرفته می‌شود) متمرکز شود.برخی از مولفه‌های مهم و رایج ERP شامل N400 (رخداد منفی با تأخیر حدود ۴۰۰ میلی ثانیه)، عدم تطابق منفی،منفی اولیه قدامی چپ (یک منفی که در اواخر تأخیر اتفاق می‌افتد و یک توپوگرافی جلو-چپ است)،P600 و پتانسیل آمادگی جانبی.

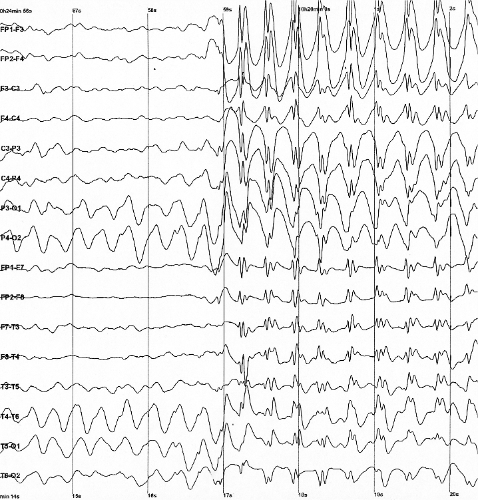
امواج مغزی که با استفاده از EEG ثبت شده‌است.

## طراحی تجربی

### فنون تجربی
عصب شناسان زبان تکنیک‌های آزمایشی متنوعی بهره می‌برند تا بتوانند از تصویربرداری مغز برای نتیجه‌گیری در مورد نحوه نمایش و پردازش زبان در مغز استفاده کنند. این تکنیک‌ها شامل الگوی کاهش، طراحی عدم تطابق، مطالعات مبتنی بر تخلف، اشکال مختلف پرایمینگ و تحریک مستقیم مغز است.

#### کاهش
بسیاری از مطالعات زبان، به ویژه در fMRI، از الگوی کاهش استفاده می‌کنند که در آن فعال سازی مغز در کاری که تصور می‌شود شامل برخی از جنبه‌های پردازش زبان است، با فعال سازی در یک کار اساسی مقایسه می‌شود که تصور می‌شود شامل فرآیندهای مشابه غیرزبانی است اما شامل فرایند زبانی نیست. به عنوان مثال، فعال سازی در حالی که شرکت کنندگان کلمات را می‌خوانند، ممکن است با فعال سازی پایه که شرکت کنندگان رشته‌های حروف تصادفی را می‌خوانند، مقایسه شود (در تلاش برای جدا کردن فعال سازی مربوط به پردازش واژگان - پردازش کلمات واقعی)، یا فعال سازی در حالی که شرکت کنندگان جملات پیچیده نحوی را می‌خوانند ممکن است با فعال سازی پایه که شرکت کنندگان جملات ساده‌تری را می‌خوانند، مقایسه شود.

#### الگوری عدم تطابق
مقاله اصلی: منفی عدم تطابق (Mismatch negativity)
منفی عدم تطابق (MMN) یک جز دقیق ثبت شده از مولفه ERP است که اغلب در آزمایش‌های عصب‌شناسی زبانی استفاده می‌شود. این یک پاسخ الکتروفیزیولوژیکی است که با شنیدن یک محرک «انحرافی» در مجموعه ای از «استانداردهای» ادراکی یکسان در مغز رخ می‌دهد. از آنجا که MMN فقط در پاسخ به یک محرک نادر «عجیب» در مجموعه ای از محرک‌های دیگر که تصور می‌شود یکسان است، استخراج می‌شود، برای آزمایش نحوه درک بلندگوها از صدا و سازماندهی محرک به‌طور قاطع استفاده شده‌است. به عنوان مثال، یک مطالعه مهم توسط کالین فیلیپس و همکارانش منفی عدم تطابق را به عنوان مدرکی نشان داد که افراد، هنگامی که با یک سری صداهای گفتاری با پارامترهای صوتی مواجه می‌شوند، علی‌رغم تنوع صوتی، همه صداها را به صورت / t / یا / d / درک می‌کنند، که نشان می‌دهد مغز انسان دارای واج‌های انتزاعی است. به عبارت دیگر، افراد «خصوصیات صوتی خاص» را نمی‌شنیدند، بلکه فقط واج‌های انتزاعی را می‌شنیدند. علاوه بر این، از منفی عدم تطابق برای مطالعه پردازش نحوی و تشخیص طبقه‌بندی کلمات استفاده شده‌است.

یک پتانسیل رخداد محور

#### مبتنی بر تخلف
بسیاری از مطالعات در زمینه عصب‌شناسی زبان از ناهنجاری‌ها یا نقض قوانین نحوی یا معنایی در محرک‌های آزمایشی و تجزیه و تحلیل پاسخ‌های مغز ناشی از مواجه شدن سوژه با این موارد استفاده می‌کنند. برای مثال جملاتی که با عبارتی مانند *باغ در حال کار بود، آغاز می‌شود که قانون ساختار عبارت فارسی را نقض می‌کند، اغلب یک پاسخ مغزی به نام منفی قدامی چپ (ELAN) را ایجاد می‌کند. تکنیک‌های مبتنی بر تخلف حداقل از سال ۱۹۸۰ در حال استفاده بوده‌است، هنگامی که کوتاس و هیلارد اولین بار شواهد ERP را گزارش دادند که نقض معنایی باعث ایجاد اثر N400 می‌شود. با استفاده از روشهای مشابه، در سال ۱۹۹۲، لی اوسترهوت پاسخ P600 به ناهنجاریهای نحوی را گزارش داد. از طرح‌های مبتنی بر تخلف برای مطالعات همودینامیکی (fMRI و PET) نیز استفاده شده‌است: به عنوان مثال، امبیک و همکارانش برای بررسی محل پردازش نحوی در مغز با استفاده از fMRI از نقض‌های دستوری و هجی استفاده کرده‌اند. یکی دیگر از کاربردهای معمول تخلف، ترکیب دو نوع تخلف در یک جمله و در نتیجه پیش‌بینی نحوه تعامل فرآیندهای مختلف زبانی با یکدیگر است. این نوع به کارگیری تخلف به‌طور گسترده‌ای برای بررسی چگونگی تعاملات نحوی و معنایی در حالی که مردم جملات را می‌خوانند یا می‌شنوند، مورد استفاده قرار گرفته‌است.

#### اثر پیش زمینه (پرایمینگ)
مقاله اصلی: اثر پیش زمینه (روانشناسی)
در روانشناسی زبان و عصب‌شناسی آن، پرایمینگ به پدیده ای گفته می‌شود که به موجب آن یک شخص می‌تواند کلمه ای را سریعتر تشخیص دهد، اگر اخیراً واژه ای از نظر معنای مشابهیا ترکیب ریختشناختی (یعنی متشکل از قسمتهای مشابه) به او ارائه شده باشد. اگر یک موضوع دارای یک کلمه «اصلی» مانند پزشک و سپس یک کلمه «هدف» مانند پرستار باشد، اگر موضوع برای پرستار، پاسخ سریعتر از حد معمول داشته باشد، آزمایشگر ممکن است کلمه پرستار را در مغز فرض کند قبلاً هنگام دسترسی به کلمه پزشک قابل دسترسی بوده‌است.پرایمینگ برای بررسی سوالات متنوعی در مورد نحوه ذخیره و بازیابی کلمات در مغز استفاده می‌شودو چگونه جملات پیچیده از نظر ساختاری پردازش می‌شوند.

#### برانگیختن (تحریک کردن)
تحریک مغناطیسی مغز (TMS)، یک روش غیرتهاجمی جدیدبرای مطالعه فعالیت مغز، از میدان‌های مغناطیسی قدرتمندی استفاده می‌کند که از خارج سر به مغز اعمال می‌شود. این روشی از فعالیت هیجان انگیز یا قطع کننده مغز در یک مکان خاص و کنترل شده‌است، بنابراین می‌تواند علائم آفازی را تقلید کند در حالی که به محقق امکان کنترل دقیق تری از قسمت‌های مغز را می‌دهد.به همین ترتیب، این یک جایگزین کمتر تهاجمی برای تحریک مستقیم قشر مغز است، که می‌تواند برای انواع تحقیقات مشابه مورد استفاده قرار گیرد، اما لازم است پوست سر فرد برداشته شود، و بنابراین فقط در افرادی که قبلاً تحت یک عمل جراحی مغز بزرگ قرار گرفته‌اند، استفاده می‌شود (مانند افراد تحت عمل جراحی صرع). منطق TMS و تحریک مستقیم قشر مغز مشابه منطق عمل آفازیولوژی است: اگر هنگام از بیهوش کردن ناحیه خاصی از مغز، عملکرد زبانی خاصی مختل شود، باید آن ناحیه به نوعی در آن عملکرد زبان نقش داشته باشد. تعداد کمی از مطالعات عصب‌شناسی زبانی تاکنون از TMS استفاده کرده‌اند.
تحریک مستقیم قشر و ضبط قشر (ضبط فعالیت مغز با استفاده از الکترودهایی که مستقیماً بر روی مغز قرار گرفته‌اند) با میمون‌های ماکاک استفاده شده‌است تا رفتار مغز انسان را پیش‌بینی کند.

#### وظایف افراد
در بسیاری از آزمایش‌های زبان‌شناسی عصبی، افراد به سادگی نمی‌نشینند و محرک‌ها را گوش نمی‌دهند یا تماشا نمی‌کنند، بلکه به آنها آموزش داده می‌شود که در پاسخ به محرک‌ها نوعی وظیفه را انجام دهند. افراد هنگام انجام ضبط (الکتروفیزیولوژیک یا همودینامیک) این وظایف را انجام می‌دهند، معمولاً برای اطمینان از آنکه به محرک‌ها توجه می‌کنند.حداقل یک مطالعه نشان داده‌است که وظیفه مورد نظر در پاسخ مغز و نتایج آزمایش تأثیر دارد.

#### تصمیم لغوی
مقاله اصلی: وظیفه تصمیم واژگانی
وظیفه تصمیم واژگانی شامل مواردی است که افراد یک کلمه منفرد را می‌بینند یا می‌شنوند و می‌گویند که آیا این کلمه واقعی است یا خیر. این روش اغلب در پرایمینگ استفاده می‌شود، زیرا دانشمندان می‌دانند که اگر کلمه ای توسط یک کلمه مربوط آغاز شود، افراد سریعتر تصمیم لغوی می‌گیرند (مانند "پرستار" "پزشک").

#### قضاوت گرامری بودن، قضاوت مقبولیت
مقاله اصلی: وظیفه قضاوت پذیرش
در بسیاری از مطالعات، به ویژه مطالعات مبتنی بر تخلف، افراد راجع به «مقبولیت» (معمولاً پذیرش دستوری یا قابل قبول بودن معنایی) محرک‌ها تصمیم می‌گیرند. چنین وظیفه ای اغلب برای «اطمینان از اینکه افراد موضوعی را با دقت می‌خوانند و جمله‌های قابل قبول را از غیر قابل قبول تشخیص می‌دهند به روشی که [آزمایشگر] از آنها انتظار دارد» استفاده می‌شود.
شواهد تجربی نشان داده‌است که دستورالعمل‌های ارائه شده به افراد در یک قضاوت قابل قبول می‌تواند بر پاسخ مغز افراد به محرک‌ها تأثیر بگذارد. یک آزمایش نشان داد که وقتی به افراد آموزش داده شد که «قابل قبول بودن» جملات را قضاوت کنند، آنها پاسخ مغزی N400 را نشان نمی‌دهند (پاسخی که معمولاً با پردازش معنایی همراه است)، اما وقتی آنها این دستورالعمل را پذیرفتند که مقبولیت گرامری را نادیده بگیرند و فقط قضاوت کنند که آیا جملات «منطقی» هستند یا نه، این پاسخ را نشان دادند.

#### راستی آزمایی کاوشگر
بعضی از مطالعات به جای قضاوت آشکار برای مقبولیت، از کار «تأیید پروب» استفاده می‌کنند، در این پارادایم، هر جمله آزمایشی با یک «کلمه کاوشگر» دنبال می‌شود، و افراد باید پاسخ دهند که آیا کلمه کاوشگر در جمله ظاهر شده‌است یا نه. این وظیفه، مانند وظیفه قضاوت مقبولیت، اطمینان می‌دهد که افراد با دقت می‌خوانند یا گوش می‌دهند، اما ممکن است از برخی درخواستهای پردازش اضافی قضاوت مقبولیت جلوگیری کند، و ممکن است بدون توجه به نوع تخلف در مطالعه استفاده شود.

#### قضاوت به ارزش واقعی
ممکن است به افراد دستور داده شود که قضاوت نکنند که آیا جمله از نظر دستوری قابل قبول است یا منطقی، اما بررسی کنند که آیا گزاره بیان شده توسط جمله درست است یا نادرست. این وظیفه معمولاً در مطالعات روانشناسی زبان کودک مورد استفاده قرار می‌گیرد.

#### حواس‌پرتی فعال و دو وظیفه
بعضی از آزمایش‌ها «عوامل حواس پرتی» را به افراد می‌دهند تا اطمینان حاصل کنند که افراد آگاهانه به محرک‌های آزمایشی توجه نمی‌کنند، این آزمایش ممکن است برا این انجام شود که آیا محاسبات خاصی در مغز به‌طور خودکار انجام می‌شود، صرف نظر از اینکه آن فرد، توجهی به آن دارد یا نه. به عنوان مثال، در یک مطالعه، افراد را مجبود می‌کردند که به آهنگ‌های غیرزبانی (بوق بلند و وزوز) در یک گوش و گفتار در گوش دیگر گوش دهند، و به افراد دستور می‌داد که وقتی تغییر در لحن را مشاهده می‌کنند، یک دکمه را فشار دهند، این امر ظاهراً باعث شده‌است که افراد به صراحت به تخلفات دستوری در محرک‌های گفتاری توجه نکنند. در هر صورت افراد، یک پاسخ بدون تطابق (MMN) را نشان دادند، این امر نشان می‌داد که پردازش خطاهای دستوری، بدون پرداختن توجه، به‌طور خودکار در حال انجام بود یا حداقل اینکه افراد نتوانستند آگاهانه توجه خود را از محرکهای گفتاری جدا کنند.
یکی دیگر از اشکال مرتبط با آزمایش، آزمایش دو وظیفه است، که در آن یک فرد باید ضمن پاسخ دادن به محرک‌های زبانی، یک کار اضافی را نیز انجام دهد (مانند ضربه زدن به انگشت به ترتیب یا هجاهای بی‌معنی را بیان کند) این نوع آزمایش برای بررسی استفاده از حافظه فعال در پردازش زبان استفاده شده‌است.